# Dinolestes lewini
Dinolestes lewini is een straalvinnige vissensoort uit de familie van dinolesten (Dinolestidae). De wetenschappelijke naam van de soort werd voor het eerst geldig gepubliceerd in 1834 door Griffith & Smith.